# Cheux
Cheux ist eine ehemalige französische Gemeinde mit zuletzt 1.287 Einwohnern (Stand: 1. Januar 2013) im Département Calvados in der Region Normandie. Sie gehörte zum Arrondissement Caen und zum Kanton Bretteville-l’Orgueilleuse.
Am 1. Januar 2017 wurde die Gemeinde Cheux mit Brouay, Bretteville-l’Orgueilleuse, Le Mesnil-Patry, Putot-en-Bessin und Sainte-Croix-Grand-Tonne zur neuen Gemeinde Thue et Mue zusammengeschlossen.

## Geografie
Cheux liegt an der Quelle des Flusses Mue, etwa 12 km westlich von Caen.
Umgeben wurde die Gemeinde von Le Mesnil-Patry im Norden, Saint-Manvieu-Norrey im Nordosten und Osten, Mouen im Südosten, Grainville-sur-Odon im Süden, Tessel im Südwesten sowie Fontenay-le-Pesnel in westlicher und nordwestlicher Richtung.

## Bevölkerungsentwicklung der ehemaligen Gemeinde
| Jahr                             | 1793 | 1836 | 1876 | 1926 | 1946 | 1968 | 1990 | 2013 |
| Einwohner                        | 1027 | 986  | 922  | 511  | 466  | 523  | 864  | 1287 |
| Quelle: Cassini, EHESS und INSEE |      |      |      |      |      |      |      |      |

## Sehenswürdigkeiten

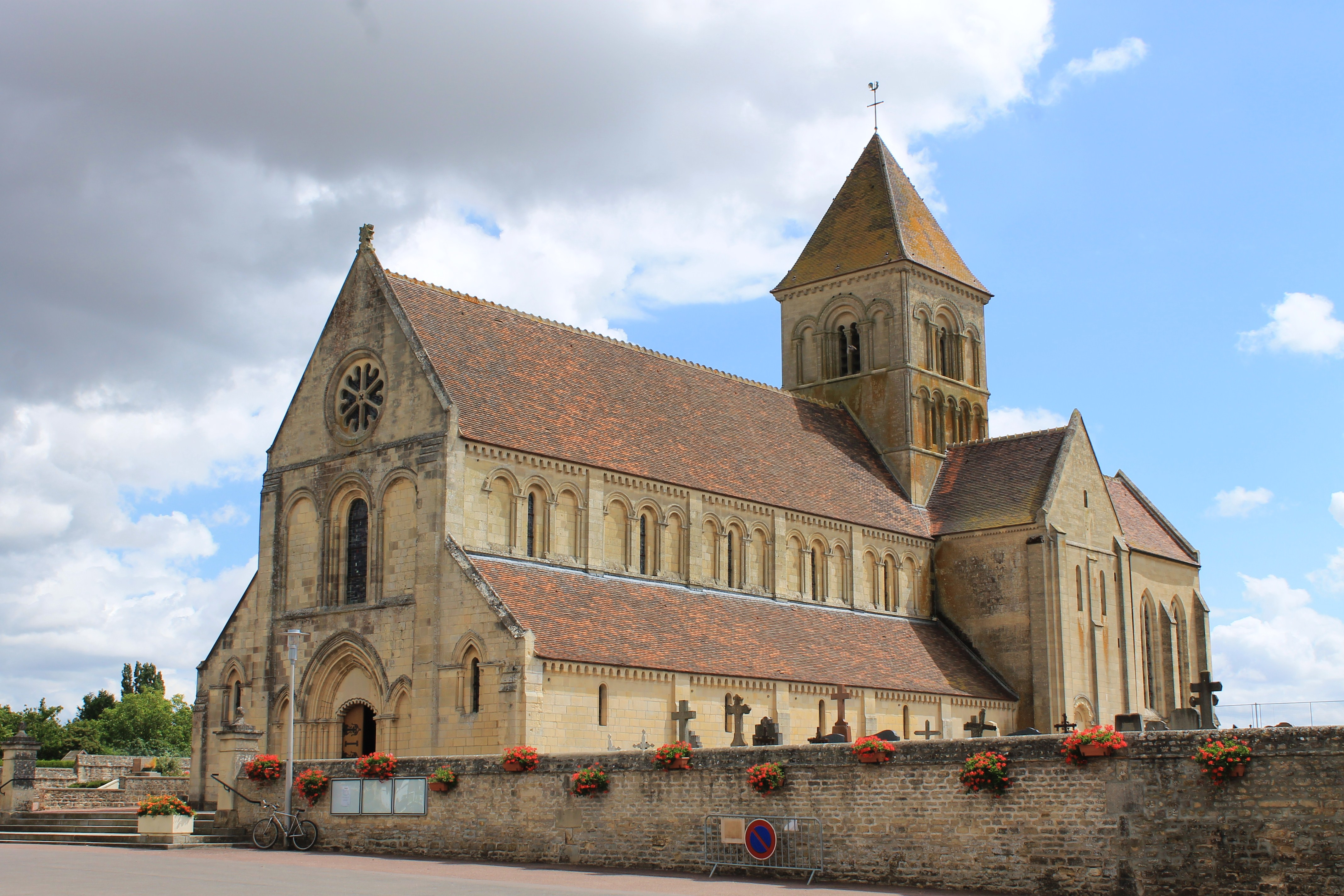
Die Kirche Saint-Vigor

- Kirche Saint-Vigor mit Elementen aus dem 12., 13. und 19. Jahrhundert, Monument historique